# George Julian Harney
Pour les articles homonymes, voir Harney.
George Julian Harney (17 février 1817 - 9 décembre 1897) est un militant politique et journaliste anglais du XIXe siècle. Ses idées socialistes et plus tard marxistes lui firent épouser la cause des chartistes pour l'obtention du suffrage universel.

## Éléments biographiques
George Julian Harney naquit à Deptford, au sud-est de Londres, d'un père marin. À l'âge de 11 ans, il entra à l'école navale pour garçons de Greenwich, mais au lieu de faire carrière dans la marine, il fut engagé comme vendeur de journaux à la sauvette par Henry Hetherington, l'éditeur du Poor Man's Guardian, activité qui lui valut trois incarcérations pour vente de journaux clandestins.
Bien qu'il fît partie de la London Working Men's Association, association d'ouvriers qualifiés luttant pour le suffrage universel par voie démocratique, cette expérience l'amena à s'engager dans la branche plus radicale du mouvement aux côtés des premiers grands leaders du mouvement chartiste tels William Benbow, James Bronterre O'Brien et Feargus O'Connor.
En janvier 1837, il prit part à la fondation de la East London Democratic Association, une association complémentaire à la précédente mais qui s'adressait plutôt aux travailleurs pauvres des industries textile et portuaire. Il suivit par la suite le courant mené par William Benbow qui prônait la grève générale (Grand National Holiday) comme seul moyen d'action efficace dans la défense de la Charte populaire (People's Charter).

## Implication dans le Chartisme
En 1839, lors de la première convention chartiste, Harney et Benbow arrivèrent à fixer pour le mouvement l'objectif d'une grève générale pour le 12 août contre l'avis de O'Connor, après quoi ils partirent en campagne dans tout le pays pour convaincre les travailleurs de se rallier à leur cause, mais ils furent arrêtés et accusés d'incitation à la révolte et la grève fut annulée. Harney fut emprisonné à Warwick, mais lors son procès à la Cour d'assises de Birmingham, le jury le relaxa.
À la suite de l'échec de la grève générale, Harney s'installa à Ayrshire en Écosse où il épousa Mary Cameron. Mais sa retraite fut de courte durée et, l'année suivante, en 1840, il s'occupa d'organiser les chartistes à Sheffield. Lors des grèves de 1842, Harney compta parmi les 58 chartistes arrêtés puis jugés à Lancaster en mars 1843. Il fut d'abord condamné mais gagna son procès en appel et rejoignit le journal The Northern Star de Feargus O'Connor, d'abord en tant que journaliste puis, deux ans plus tard, en tant que rédacteur en chef.

## Relation avec Marx et Engels
En 1845, Harney pris position en faveur du suffrage universel et contribua à la fondation des Fraternal Democrats, organisation qui lui permit de rencontrer Karl Marx et Friedrich Engels qui écrivirent par la suite plusieurs articles pour The Northern Star.
Solidaire de la Révolution française de 1848, Harney se rendit à Paris dès le mois de mars pour rencontrer des membres du gouvernement provisoire.
Son ami et camarade de lutte John Bedford Leno dira de lui :
"Harney était plus proche des politiciens étrangers qu'aucun d'entre nous, et la première chose que les réfugiés demandaient à leur arrivée dans notre pays était d'avoir de ses nouvelles." (Harney was more conversant with foreign politics than any man I ever knew, and the first inquiries made by foreign refugees on landing on our shores was to forward the discovery of his whereabouts) 

## Engagement socialiste
Les idées socialistes qu'il diffusa par le biais du Northern Star n'étaient pas conformes à celles plus radicales prêchées par son fondateur, Feargus O'Connor, qui lui avait laissé sa place de rédacteur en chef pour se consacrer à la Chartist Land Company. Il fut donc contraint de démissionner en 1848 et lança alors son propre journal, The Red Republican. Il collabora ainsi avec Ernest Charles Jones à la diffusion des idées du socialisme et de l'internationalisme prolétarien auprès de ses lecteurs syndicalistes.
En 1848, Harney se présenta en tant que candidat chartiste aux élections parlementaires de la circonscription de Tiverton dans le Devon face au libéral Lord Palmerston. Engels rapporta ainsi l'événement dans un article de La Réforme:
"Il est bon de rappeler que, lors des dernières élections, Monsieur Harney, rédacteur en chef du Northern Star et candidat chartiste à Tiverton, une circonscription jusqu'alors représentée au Parlement par Lord Palmerson, le Secrétaire d'État aux Affaires étrangères britannique, a gagné le vote à main levée mais a abandonné lorsque son adversaire a demandé un vote par les urnes."
En effet, le vote à main levée incluait alors toutes les personnes présentes lors de l'élection et n'était qu'un reflet sans conséquence de l'avis général de la population. Le vote qui s'ensuivait était réservé aux bourgeois ayant pu s'acquitter du cens électoral et était donc contraire aux revendications chartistes.
En 1850, The Red Republican publia la première traduction en anglais du Manifeste du Parti communiste, mais des difficultés financières entraînèrent sa fermeture en décembre de la même année. Harney fonda alors The Friend of the People (Décembre 1850 - Avril 1852) qu'il fusionna avec The Northern Star pour former The Star of Freedom (Avril 1852 - Décembre 1852) qui fut ensuite remplacé par The Vanguard (Janvier 1853 - Mars 1853).
À la suite de l'arrêt de la publication de The Vanguard, Harney déménagea à Newcastle et travailla pour The Northern Tribune sous la direction de Joseph Cowen, à la suite de quoi il partit pour Jersey afin de rencontrer des socialistes français et devint rédacteur en chef du Jersey Independent. Mais son parti pris pour l'Union dans la Guerre de Sécession aux États-Unis irrita Cowen qui le força à démissionner en novembre 1862.

## Installation aux États-Unis et retour en Angleterre
En mai 1863, Harney immigra aux États-Unis où il travailla comme clerc à la Massachusetts State House pendant 14 ans. Quand il atteignit l'âge de la retraite, il retourna en Angleterre et il poursuivit sa carrière de journaliste dans les colonnes du Newcastle Chronicle jusqu'à sa mort en 1897.